# Free Fire
Free Fire là một bộ phim hành động - hài hước của Anh năm 2016 do Ben Wheatley đạo diễn, từ kịch bản của Wheatley và Amy Jump. Phim có sự tham gia của Sharlto Copley, Armie Hammer, Brie Larson, Cillian Murphy, Jack Reynor, Babou Ceesay, Enzo Cilenti, Sam Riley, Michael Smiley và Noah Taylor.
Bộ phim đã có buổi ra mắt thế giới tại Liên hoan phim Quốc tế Toronto vào ngày 8 tháng 9 năm 2016, và cũng là gần hơn của Liên hoan phim BFI London 2016 vào ngày 16 tháng 10.  Phim được phát hành rạp tại Vương quốc Anh vào ngày 31 tháng 3 năm 2017, bởi StudioCanal UK, và tại Hoa Kỳ vào ngày 21 tháng 4 năm 2017, bởi A24.

## Nội dung
Vào một đêm lạnh giá năm 1978, khi đang lái xe đến gặp các thành viên IRA, Chris (Cillian Murphy) và Frank (Michael Smiley), Stevo (Sam Riley) nói với Bernie (Enzo Cilenti) rằng anh đã bị em họ của một phụ nữ đánh đập vào ngày hôm trước. Cả nhóm gặp nhau bên ngoài một nhà kho ở Boston với người trung gian Justine (Brie Larson), và người đại diện, Ord (Armie Hammer), dẫn họ vào bên trong.  Cả nhóm đến đó để mua súng từ tay buôn vũ khí Vernon (Sharlto Copley) và các cộng sự của anh ta, Martin (Babou Ceesay), Harry (Jack Reynor) và Gordon (Noah Taylor). Bất chấp căng thẳng giữa hai nhóm và việc Vernon cung cấp nhầm súng trường, vũ khí được dỡ xuống từ một chiếc xe tải và nhóm của Chris giao tiền trong một chiếc vali.
Stevo nhận ra rằng Harry là người đã đánh anh ta ngày hôm trước và từ chối đến gần anh ta, khiến Frank khó chịu. Harry cuối cùng cũng nhận ra và tấn công Stevo, làm gia tăng căng thẳng giữa các nhóm. Stevo dường như xin lỗi, nhưng sau đó khoe khoang về những gì anh ta đã làm với em họ của Harry. Tức giận, Harry bắn vào vai Stevo. Cả hai nhóm tách ra và bắt đầu bắn vào nhau. Martin, người đang cầm chiếc vai, bị một viên đạn xuyên qua đầu và gục xuống. Chiếc vali hiện đang nằm ngoài trời, Vernon cố gắng ép buộc người của mình lấy nó.
Bernie bị Vernon bắn vào lưng khi anh ta định bỏ đi và chết ngay sau đó. Ngay sau đó, hai sát thủ với súng trường bắt đầu bắn vào cả hai nhóm. Một trong số họ, Jimmy (Mark Monero), bị giết, và người còn lại được Ord nhận ra là Howie (Patrick Bergin), người giải thích rằng anh ta được thuê để giết tất cả mọi người và lấy tiền. Trước khi Howie có thể tiết lộ ai đã thuê anh ta, anh ta đã bị nhóm của Chris bắn chết. Chris, bảo vệ Justine, yêu cầu nhóm của Vernon để cô ấy đi. Gordon bò theo cô ấy, định giết cô ấy.
Khi vụ nổ súng tiếp tục, một chiếc điện thoại đổ chuông ở một trong các văn phòng. Nhận ra rằng họ có thể gọi hỗ trợ, Chris gửi Frank bị thương đến văn phòng, bị Vernon bị thương truy đuổi. Gordon đuổi theo Justine đến lối vào nhà kho, nhưng cô đã giết được anh ta. Khi Chris, Ord, Stevo và Harry tham gia vào một cuộc đấu súng khác, Vernon bị bỏng nặng bởi ngọn lửa do Frank đốt nhưng đã giết được anh ta khi anh ta với lấy điện thoại.
Martin đột nhiên tỉnh lại và bắt đầu mê sảng bắn vào nhóm của mình. Anh ta tiết lộ rằng anh ta đã lên kế hoạch qua mặt Vernon và thuê Howie và Jimmy để giết những người khác. Martin lấy được chiếc cặp, nhưng nhanh chóng chết vì vết thương. Sau khi vượt qua Ord và Harry, Chris đến văn phòng và giết Vernon. Sử dụng điện thoại để gọi cho các cộng sự của mình, Chris bị Ord cắt đứt trong khi Harry đánh lạc hướng Stevo. Quay trở lại nhà kho, Justine lấy khẩu súng trường của Jimmy nhưng bất tỉnh.
Một trong những cộng sự của Chris, Leary (Tom Davis), đến nhà kho để tìm kiếm đồng đội IRA của anh ta, nhưng bị Harry đánh chết. Sau khi lấy chiếc vali, Harry cố gắng trốn thoát trong xe tải khi bị Stevo và Ord bắn. Harry chạy qua đầu Stevo, giết chết anh ta, nhưng không phải trước khi Stevo bắn anh ta vào phía sau và giết chết anh ta.  Ngọn lửa do Frank gây ra lan rộng và các vòi phun nước hoạt động. Kiệt sức và hết đạn, Ord và Chris đồng ý ngừng đánh nhau, lấy tiền và cố gắng trốn thoát trước khi cảnh sát ập đến.
Justine bắn vào đầu Ord và vô tình bắn vào bụng Chris.  Nằm trên mặt đất, Chris nói với Justine rằng anh hối hận vì đã không hiểu cô ấy nhiều hơn khi anh bắt đầu chống chọi với vết thương lòng. Khi Justine khập khiễng đến lối vào nhà kho với số tiền, tiếng còi báo động ngày càng lớn. Khi những ánh đèn nhấp nháy màu đỏ và xanh lam xuất hiện dưới đáy lối ra, Justine nhận ra rằng dù sống sót nhưng cô sẽ không thể trốn thoát.